# Brunettia dominicana
Brunettia dominicana és una espècie d'insecte dípter pertanyent a la família dels psicòdids que es troba a la República Dominicana.